# Journal of Near Eastern Studies
Il Journal of Near Eastern Studies, abbreviato come JNES, è una rivista accademica biennale dell'University of Chicago Press, che copre la ricerca sulle civiltà antiche e medievali del Vicino Oriente, dalla preistoria fino alla caduta dell'impero ottomano nel 1922. 

## Descrizione
La rivista fu fondata nel 1884 da William Rainey Harper col il nome di Hebraica ed era inizialmente un trimestrale focalizzato sugli studi neotestamentari. Nel 1895 divenne l'American Journal of Semitic Languages and Literature e infine nel 1942 assunse il nome di Journal of Near Eastern Studies. 
Nel corso degli anni, la periodicità è divenuta biennale, ma ogni variazione ha riflettuto storicamente un ampliamento della copertura tematica. Il formato editoriale e il numero delle pagine sono aumentati per fare spazio a tale mole di contenuti. Al 2020, il periodico pubblica in lingua inglese articoli di archeologia, arte, storia, letteratura, linguistica, religione, legge e scienza. La copertura geografica è altrettanto vasta e include: assiriologia, egittologia, ittitologia, la Bibbia ebraica, nonché una seconda area di ricerca sulle origini, il Medioevo e la prima modernità dell'Islam.
Gli articoli sono sottoposti a revisione paritaria a doppio cieco.  e ogni numero include sia nuovi lavori accademici che una sezione di recensioni bibliografiche, che fornisce una panoramica critica delle nuove pubblicazioni di studiosi emergenti o già affermati.